# Nádalja
Nádalja (szerbül Надаљ / Nadalj) település Szerbiában, a Vajdaságban, a Dél-bácskai körzetben, Szenttamás községben.

## Fekvése
A Ferenc-csatorna mellett, Szenttamástól 14 km-re délkeletre, Temerintől 13 km-re északra, Bácsföldvártól 10 km-re nyugatra fekszik.

## Nevének eredete
Neve a magyar nadály (= pióca) főnévből ered.

## Története
Nádalja középkori település, amely a török hódoltság alatt elnéptelenedett és Csurogról és Dunacsébről telepítették be a 19. század elején. A Sajkásvidék része megszűntéig, 1873-ig. 1920-ig Bács-Bodrog vármegye Zsablyai járásához tartozott.
A 20. század elején Nádalja lakosainak megközelítőleg 25%-a volt magyar nemzetiségű, később megfogyatkoztak, beolvadtak vagy a közeli magyar falvakba és városokba költöztek. A magyar nemzetiségűek száma ma sem annyi ahogy a népszámlálási adatok mutatják, hanem jóval több, mert sokan nem nyilatkoznak, jugoszlávnak vagy szerbnek vallják magukat.

## Népesség

### Demográfiai változások
| 1948 | 1953 | 1961 | 1971 | 1981 | 1991 | 2002 |
| ---- | ---- | ---- | ---- | ---- | ---- | ---- |
| 2554 | 2490 | 2441 | 2163 | 2042 | 1952 | 2202 |

## Híres emberek
- Itt született 1872. október 14-én Tapavicza Momcsilló szerb nemzetiségű magyar sportoló, bronzérmes teniszben az 1896-os athéni olimpiai játékokon, valamint építész, az újvidéki Matica Srpska épületének tervezője

## Galéria

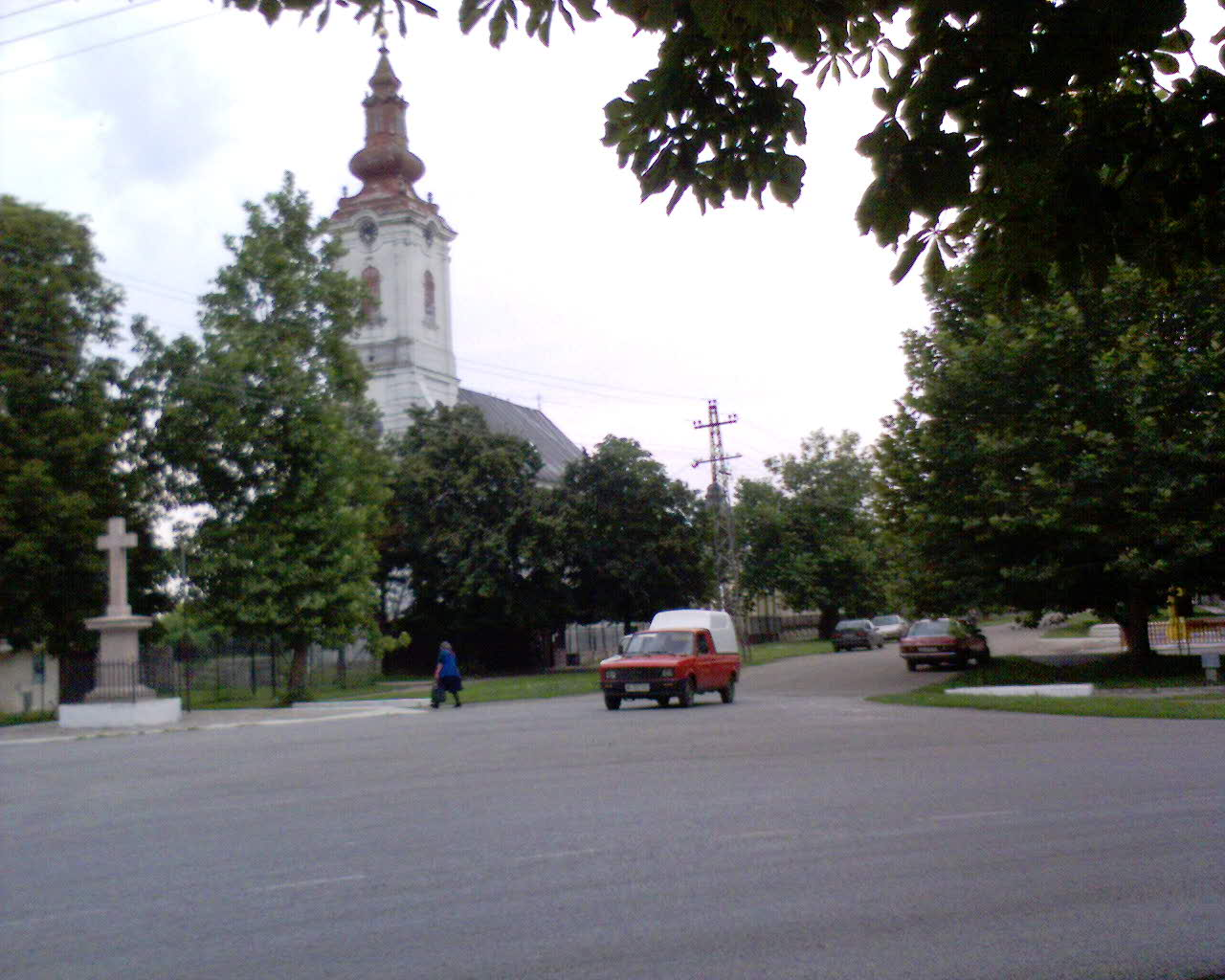
Az ortodox templom
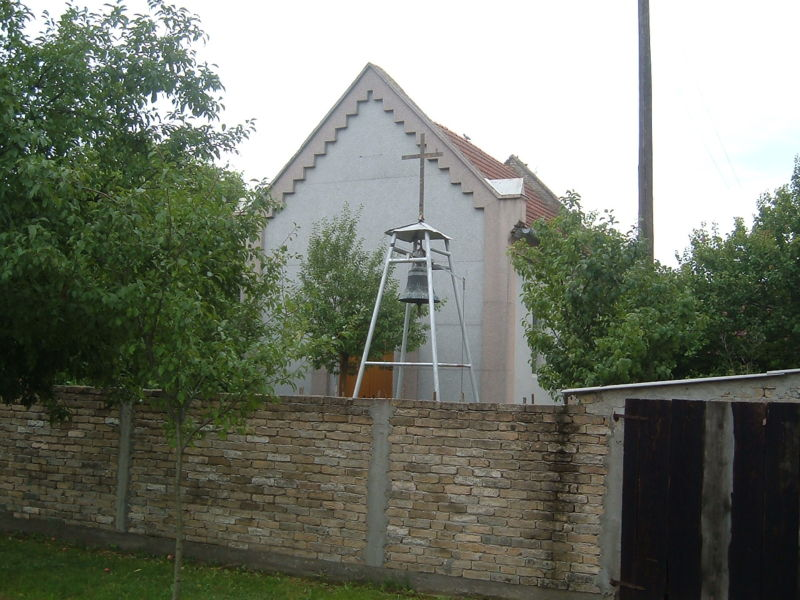
A római katolikus templom
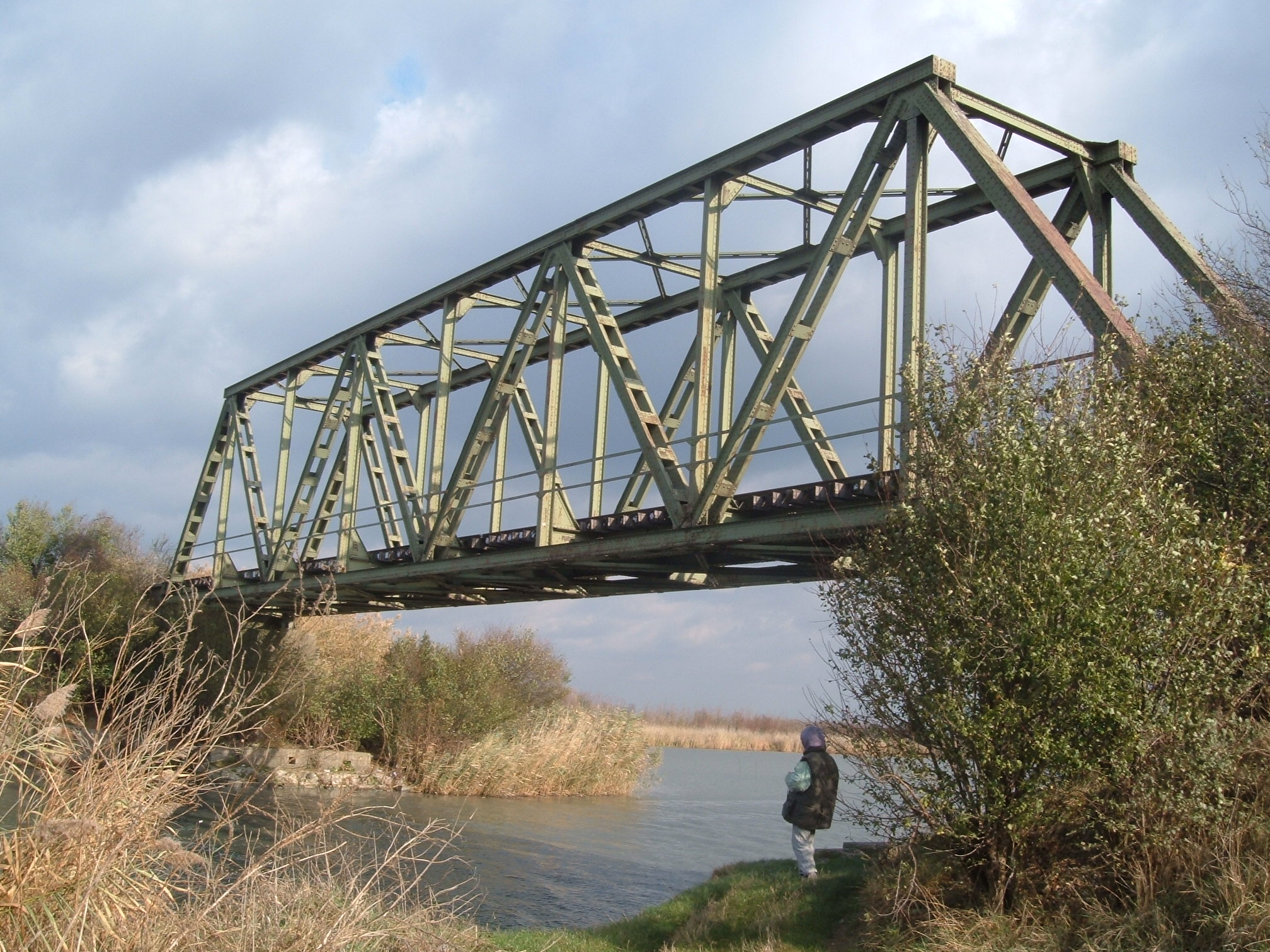
Vasúti híd a Ferenc-csatornán
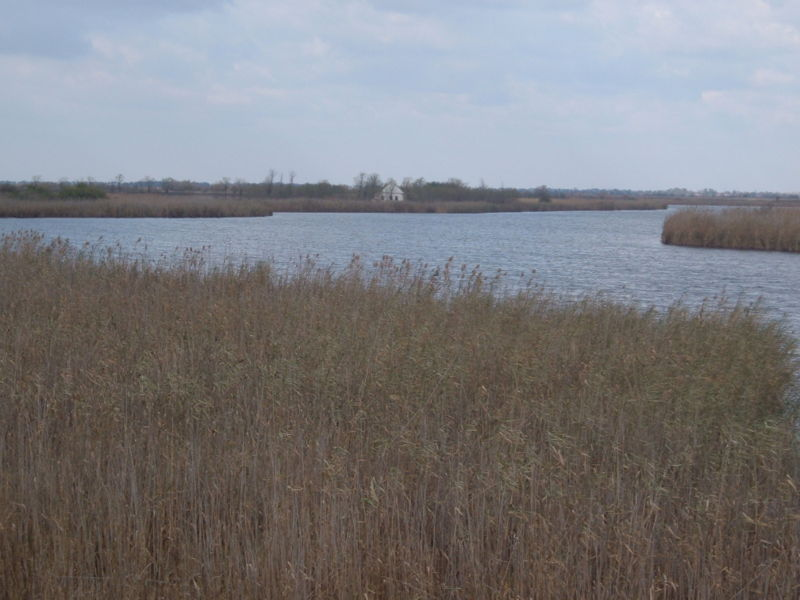
A Ferenc-csatorna, háttérben a Tapavica szállással

## Külső hivatkozások
- Nádalja története